# Ненково
Ненково (болг. Ненково) — село в Болгарии. Находится в Кырджалийской области, входит в общину Кырджали. Население составляет 129 человек.

## Политическая ситуация
В местном кметстве Ненково, в состав которого входит Ненково, должность кмета (старосты) исполняет Ергюн Нешед Мехмед (Движение за права и свободы (ДПС)) по результатам выборов правления кметства.
Кмет (мэр) общины Кырджали — Хасан Азис (Движение за права и свободы (ДПС)) по результатам выборов в правление общины.